# Яременко Антін Васильович
Антін (Антон) Васильович Яременко (17 грудня 1899, с. Вільховий Ріг, Ізюмський повіт, Харківська губернія, (тепер с. Щурівка, Ізюмський район, Харківська область) — 18 грудня 1992, шт. Нью-Джерсі, США). Військовий і громадський діяч, інженер-гідротехнік, меценат; козак Сердюцької дивізії Армії Української Держави (1918), хорунжий Армії УНР.

## Життєпис
В «Описі життя» зазначав: «Під час повстання проти гетьмана перейшов до Армії УНР. В 1921 р. в таборі Каліш вступив у Спільну юнацьку школу, закінчив у 1922 році і направлений до 3-ї Залізної дивізії. Закінчив гімназію імени Т. Шевченка. 5 серпня 1925 р., Каліш».
Закінчив гідротехнічний відділ інженерного факультету Української господарської академії в Подєбрадах (31.10.1930).
Жертвував на українську справу, зокрема «на вдів професорів» УГА в Подєбрадах.
Дожив до проголошення незалежності України. «В останні роки свого життя жертвував тисячі доларів (по кілька сотень кожного разу) на різні українські цілі. Наприклад, у грудні — вересні 1991 р. інж. Яременко Антін склав 850 доларів на Український вільний університет у Мюнхені».
Похований на Українському православному цвинтарі св. Андрія в Бавнд Бруку.

## Вшанування пам'яті
Згідно розпорядження начальника Балаклійської міської військової адміністрації Віталія Карабанова від 08.01.2024 року № 124, провулок 8-го березня у селі Щурівка перейменували на провулок Антона Яременка.